# Tuława (Ukraina)
Tuława (ukr. Тулова) – wieś na Ukrainie w rejonie śniatyńskim obwodu iwanofrankiwskiego.